# Brindisi Montagna
Brindisi Montagna es una localidad italiana de la provincia de Potenza, región de Basilicata, con 917 habitantes.

## Evolución demográfica
| Gráfica de evolución demográfica de Brindisi Montagna entre 1861 y 2001 |
|                                                                         |
| Fuente ISTAT - Elaboración gráfica por parte de Wikipedia               |